# Thần kinh sống ngực VI
Thần kinh sống ngực VI (T6) là dây thần kinh sống thuộc đoạn ngực của tủy sống.
Thần kinh rời khỏi ống sống, thoát ra từ bờ trên đốt sống ngực VII (T7) hay bờ dưới đốt sống ngực VI (T6).